# Trompette à coulisse
Cet article concerne le type de trompette utilisé à la Renaissance et à l'époque baroque. Pour l'instrument moderne, voir trombone (instrument)#Le trombone soprano.
La trompette à coulisse est un des premiers types de trompette équipée d'une section mobile de tube télescopique, semblable à la coulisse d'un trombone. Par la suite, la trompette à coulisse a évolué vers la sacqueboute, qui est devenue le trombone moderne. La principale différence entre ces deux instruments est que la trompette à coulisse ne possède qu'une seule articulation, au lieu des deux articulations de la coulisse en forme de U de la sacqueboute ou du trombone. Il existe plusieurs types de trompettes à coulisse selon les lieux et les époques.

## Instrument antique
La trompette à coulisse est issue de la trompette de guerre courbe lituus telle qu'elle était utilisée et développée en Europe occidentale et centrale : Don Smithers soutient que la coulisse est issue de la branche d'embouchure (en) détachable, et a séparé l'utilisation de la trompette en tant qu'instrument de danse de la trompette en tant qu'instrument de signalisation en temps de guerre.

## Trompette à coulisse de la Renaissance
Comme aucun instrument de cette période n'a survécu, les détails - et même l'existence - d'une trompette à coulisse de la Renaissance font l'objet de conjectures, et le débat se poursuit parmi les spécialistes. Certains modèles de trompettes à coulisse ont été utilisés en Angleterre au 18e siècle.

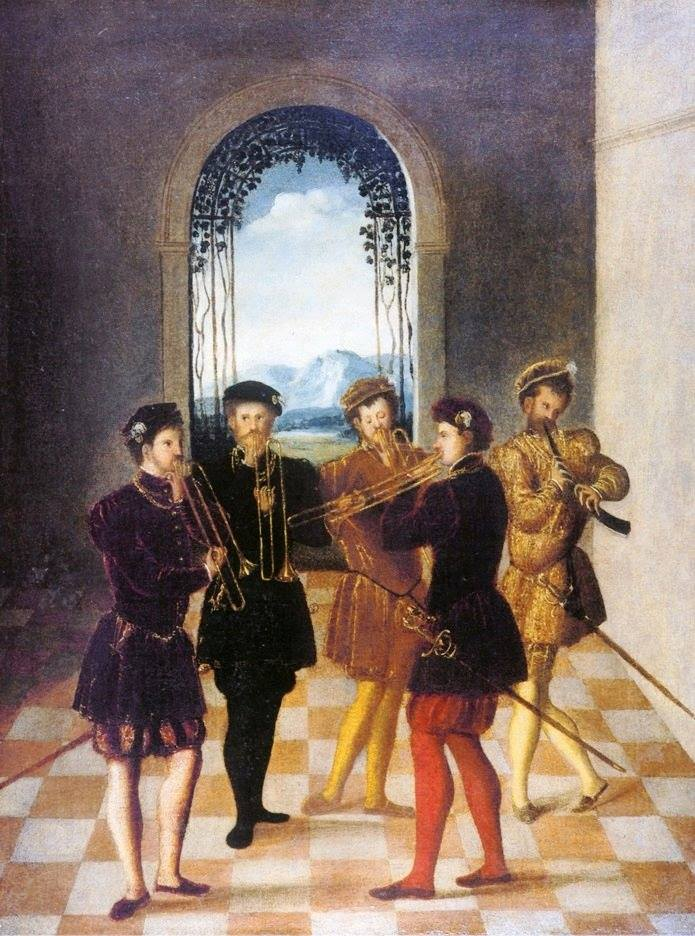
Concertino di gentiluomini, (ca. 1540). Possiblement des trompettes à coulisse, des sacqueboutes ou des trompettes clarion (en).
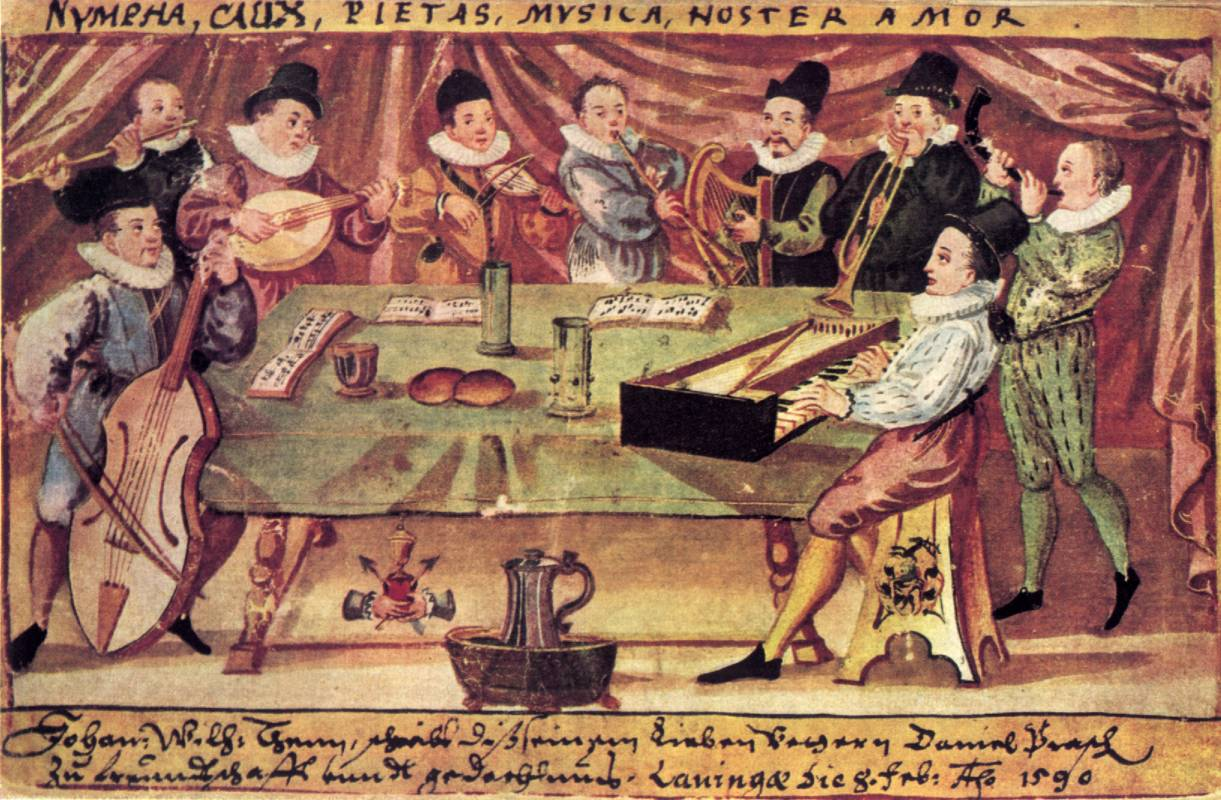
Collegium Musicum, rassemblement musical vers 1590. De gauche à droite : viole, flûte, mandore ou guiterne, vièle ou rebec, chalemie, harpe, trompette à coulisse ou trompette clarion, cornet à bouquin, clavicorde.

## Tablature
Il existe des tablatures pour trompette à coulisse. 